# This Is Me (chanson de Keala Settle)
Pour les articles homonymes, voir This Is Me.
This Is Me est une chanson interprétée par Keala Settle pour le film The Greatest Showman. La chanson est sortie le 26 octobre 2017 par Atlantic Records en tant que single promotionnel de l'album The Greatest Showman: Original Motion Picture Soundtrack. Il a remporté le Golden Globe Award 2017 de la meilleure chanson originale et a été nommé pour l'Oscar de la meilleure chanson originale à la 90e cérémonie des Oscars. Une deuxième version, réalisée par la chanteuse américaine Kesha, est sortie le 22 décembre 2017.
Après la sortie mondiale du film, la chanson est entrée dans le top cinq au Royaume-Uni, le top 10 en Australie, en Corée du Sud et en Suède et dans le top 20 en Irlande, en Belgique (Flandre) et en Nouvelle-Zélande.

## Création
Composé et écrit par le duo Pasek and Paul ayant précédemment travaillé sur plusieurs titres du film La La Land, This Is Me est une création originale pour le film The Greatest Showman de Michael Gracey, sorti en 2017.
En novembre 2017, Justin Paul a déclaré à propos de cette chanson, dans une interview accordée à The Hollywood Reporter : « C'était en fait un très court moment intime, un morceau de banjo ou d'ukulélé interprété par un personnage différent. Michael a continué à nous pousser vers un hymne pour les curiosités [la femme à barbe, les contorsionnistes et autres artistes] pour montrer qu'ils revendiquent leur identité et sont prêts à se dresser contre le monde et quiconque les maltraitera ou les privera de leurs droits. »
Le titre est interprété dans le film par Keala Settle dans le rôle de Lettie Lutz, la femme à barbe, accompagnée d'un ensemble vocal. Les paroles de la chansons parlent de gens qui sont des marginaux de la société, mais qui ont appris à montrer et à assumer fièrement leurs altérités en public.

## Classements

### Version de Keala Settle
| Classement(2017–18)                    | Meilleure position |
| -------------------------------------- | ------------------ |
| Australie (ARIA)                       | 10                 |
| Autriche (Ö3 Austria Top 40)           | 31                 |
| Belgique (Flandre Ultratop 50 Singles) | 41                 |
| Canada (Canadian Hot 100)              | 74                 |
| France (SNEP)                          | 52                 |
| Allemagne (Media Control AG)           | 55                 |
| Irlande (IRMA)                         | 11                 |
| Japan Hot Overseas (Billboard)         | 1                  |
| Pays-Bas (Single Top 100)              | 92                 |
| Nouvelle-Zélande (Recorded Music NZ)   | 13                 |
| Portugal (AFP)                         | 61                 |
| Écosse (OCC)                           | 2                  |
| South Korea International Chart (Gaon) | 9                  |
| Espagne (PROMUSICAE)                   | 63                 |
| Sweden Heatseeker (Sverigetopplistan)  | 3                  |
| Suisse (Schweizer Hitparade)           | 60                 |
| Royaume-Uni (UK Singles Chart)         | 3                  |
| US Billboard Hot 100                   | 58                 |
| US Adult Top 40 (Billboard)            | 40                 |
| US Dance Club Songs (Billboard)        | 3                  |

### Classements de fin d'année
| Classement (2018)                             | Position |
| --------------------------------------------- | -------- |
| Australie (ARIA)                              | 24       |
| Irlande (IRMA)                                | 17       |
| Japon (Japan Hot 100)                         | 60       |
| Nouvelle-Zélande (Recorded Music NZ)          | 44       |
| Royaume-Uni Singles (Official Charts Company) | 4        |

| Classement (2019)                             | Position |
| --------------------------------------------- | -------- |
| Royaume-Uni Singles (Official Charts Company) | 54       |

### Classements de fin de décennie
| Classement (2010–2019)                        | Position |
| --------------------------------------------- | -------- |
| Royaume-Uni Singles (Official Charts Company) | 46       |

### Version de Kesha
Une version interprétée par Kesha est sortie le 22 décembre 2017. Elle s'est classée en Australie à la 71e place. Cette version a été incluse dans l'album "The Greatest Showman: Reimagined" (2018), avec un remix qui intègre des éléments des deux versions de Settle et Kesha, ainsi que de la rappeuse Missy Elliott. 
| Classement (2018)                | Meilleure position |
| -------------------------------- | ------------------ |
| Australie (ARIA),                | 71                 |
| Écosse                           | 55                 |
| US Pop Digital Songs (Billboard) | 22                 |

## Récompenses et nominations
| Récompense                       | Catégorie                   | Résultat   | Ref.   |
| -------------------------------- | --------------------------- | ---------- | ------ |
| Oscars du cinéma                 | Meilleure chanson originale | Nomination | [ 2 ]  |
| Critics' Choice Movie Awards     | Meilleure chanson originale | Nomination | [ 36 ] |
| Georgia Film Critics Association | Meilleure chanson originale | Nomination | [ 37 ] |
| Golden Globe Awards              | Meilleure chanson originale | Lauréat    | [ 38 ] |